# Hannu Lunden
Hannu Lunden (* 2. November 1947 in Rauma) ist ein ehemaliger finnischer Eishockeyspieler, der unter anderem für Rauman Lukko und TPS Turku in der SM-sarja sowie für den EC Deilinghofen in der 2. Bundesliga aktiv war.

## Karriere
Für Rauman Pallo debütierte Hannu Lunden schon im Alter von 15 Jahren in der Suomi-sarja, der zweithöchsten finnischen Spielklasse. Von 1964 bis 1967 spielte er in derselben Liga für Rauman Hokki, bevor er im Jahr 1968 von Rauman Lukko aus der SM-sarja, Finnlands damals höchster Liga, verpflichtet wurde. Nach dem Abstieg in der Saison 1971/72 wechselte er zu TPS Turku. Insgesamt absolvierte er 119 Spiele in der SM-sarja, in denen er 20 Tore erzielte und 13 Vorlagen gab.
Im Sommer 1973 zog es Lunden nach Deutschland, wo er sich dem EC Deilinghofen (ECD) in der 2. Bundesliga anschloss. Beim ECD war er neben seinem Landsmann Timo Nurminen im Tor der erste Profispieler, während seine Teamkollegen neben dem Eishockey noch weiteren Tätigkeiten nachgingen. Nach einem Jahr beim ECD beendete er seine Karriere.

## Karrierestatistik
(Legende zur Spielerstatistik: Sp oder GP = absolvierte Spiele; T oder G = erzielte Tore; V oder A = erzielte Assists; Pkt oder Pts = erzielte Scorerpunkte; SM oder PIM = erhaltene Strafminuten; +/− = Plus/Minus-Bilanz; PP = erzielte Überzahltore; SH = erzielte Unterzahltore; GW = erzielte Siegtore; 1 Play-downs/Relegation; Kursiv: Statistik nicht vollständig)